# Edward William Godwin
Edward William Godwin, född den 26 maj 1833 i Bristol, död den 6 oktober 1886 i London, var en engelsk arkitekt och formgivare.
Godwin var vän till James McNeill Whistler. Han är främst känd för de möbler han skapade med inspiration från japanska bohag, och anpassade för billig serieproduktion.